# Назаренко, Николай Григорьевич
Николай Григорьевич Назаренко (19 декабря 1911 — 20 ноября 1992) — донской казак, коллаборационист. После Второй мировой войны был лидером казачьей эмиграции в США, занимал пост президента Всемирной федерации казачьего национально-освободительного движения и Американской казачьей республиканской национальной федерации.

## Ранние годы
Родился в станице Старочеркасской. В 1918 году семья Назаренко бежала в Румынию. Назаренко вырос в Румынии и впоследствии был зачислен в румынскую армию.
Благодаря знанию русского языка, был завербован для агентурной работы в России. В 1933 году был отправлен в СССР, но был схвачен при переправе через Днестр и заключён в тюрьму. Бежал и в 1935 году поселился в Таганроге под вымышленным именем. Во время Великой Отечественной войны смог стать командиром рабочего ополчения, сформированного осенью 1941 года. Получил звание старшего лейтенанта. Многие члены ополчения происходили из донских казаков, потерявших свою землю при советской власти, что позволило Назаренко убедить отряд перейти на сторону Германии.

## Переход к немцам
В октябре 1941 года, когда немецкие войска подошли к реке Миус, отряд рабочего ополчения под командой Назаренко занимал вторую линию обороны 9-й армии. Выбрав удобный момент, Назаренко отдал приказ атаковать первую линию обороны с тыла. Солдаты 14-го танкового корпуса вермахта с удивлением обнаружили, что советские войска сражаются между собой. Немцы оказали поддержку отряду Назаренко, и 80 человек, оставшихся в живых, были отправлены в тыл. Назаренко имел встречу с генералом Густавом фон Витерсхаймом и убедил его в своей верности Германии. Назаренко утверждал, что хотел бороться с советским режимом и рассматривал операцию «Барбаросса» как начало освобождения казаков от ига большевизма. Он и его люди были зачислены в вермахт в качестве разведывательного батальона, получив немецкую форму с надписью Kosaken.
23 октября 1941 года отряд Назаренко принял присягу на верность Адольфу Гитлеру. Батальон последовал за 14-м танковым корпусом до Ростова и вскоре был переведён в 1-ю танковую армию Эвальда фон Клейста. Казачий разведывательный батальон в основном использовался для борьбы с партизанами и для охраны военнопленных.
Альфред Розенберг, министр по делам восточных территорий (Ostministerium), первоначально считал казаков русскими и поддерживал популярный в Германии стереотип о казаках как о насильниках и мародёрах. Однако, поскольку число казаков, перешедших на сторону Германии, продолжало расти, Розенберг изменил свое мнение, решив, что казаки в конце концов не русские, а скорее отдельная раса, произошедшая от готов. «Расовые эксперты» СС также пришли к выводу, что казаки — не славяне, а потомки остготов и, следовательно, арийцы. После «окончательной победы» Розенберг планировал создать
«Казакию» — отдельное государство на территориях традиционного расселения казаков: на Дону, Кубани и Тереке, а также на Урале и в Оренбургской области. Большинство казачьих лидеров, таких как генерал Краснов, были склонны отвергать концепцию отдельного казачьего государства, но у них не было выбора в этом вопросе.
В августе 1943 года отряд Назаренко численностью 500 человек был включен в состав 1-й казачьей кавалерийской дивизии. Командир дивизии Хельмут фон Паннвиц назначил Назаренко ответственным за контрразведку. Дивизия была отправлена не на восточный фронт, как ожидалось, а в Боснию и Хорватию. Вскоре казачья дивизия была переведена из вермахта в Ваффен-СС.
В 1944 году Назаренко служил переводчиком и дознавателем военнопленных в вермахте и СС в Румынии. В том же году, находясь в Белграде, женился на дочери генерала Вячеслава Науменко, атамана Кубанского казачьего войска. В конце войны Назаренко находился в Берлине в качестве начальника разведки казачьего «правительства в изгнании», созданного Альфредом Розенбергом и возглавляемого Петром Красновым. Тесть Назаренко Науменко был в этом правительстве военным министром. Находясь в Мюнхене, Назаренко сдался американцам и избежал выдачи в СССР. С 1945 по 1949 год работал в Баварии в контрразведке армии США в качестве переводчика и занимался выявлением возможных советских агентов в лагерях для перемещённых лиц.

## Активист республиканской партии
В 1949 году эмигрировал в США, где жил в разных местах в районе Нью-Йорка и Нью-Джерси. В США Назаренко основал и возглавил Ассоциацию ветеранов 1-й казачьей дивизии. В 1960 году он стал одним из организаторов ежегодного парада по случаю Дня порабощенных народов, который с тех пор ежегодно проводится в Нью-Йорке. На президентских выборах 1968 и 1972 годов Назаренко в качестве президента казачьей федерации агитировал за кандидата от республиканцев Ричарда Никсона. Был участником Антибольшевистского блока наций (ABN). В 1969 году журнал ABN Correspondence включил его в свой совет директоров как представителя организации по делам «казаков-ветеранов войны».

### Комментарии
1. ↑  По германским законам, в вермахте могли служить только граждане Германии. СС формально к армии не относился, поэтому все негерманские формирования зачислялись в состав СС[источник не указан 1197 дней].